# Predigtstuhl (Wetterstein)
Pour les articles homonymes, voir Predigtstuhl.
Le Predigtstuhl est une montagne qui s’élève à 2 234 m d’altitude dans le Wetterstein, en Autriche.